# الأزمة المالية الأوكرانية (2008-2009)

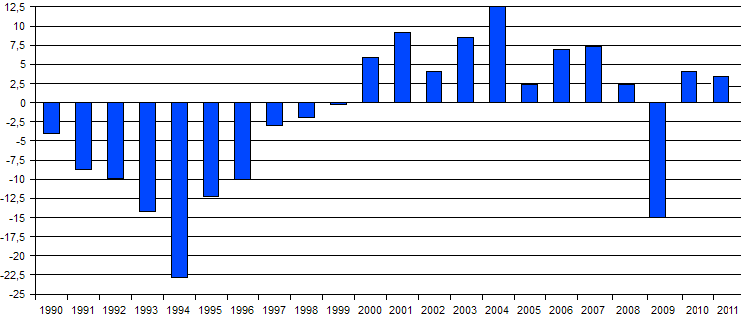
نسبة النمو الحقيقي للناتج المحلي الإجمالي لأوكرانيا

كانت أوكرانيا أحد أكثر الدول سلبيةً من ناحية الناتج المحلي الإجمالي سنة 2009

تضررت أوكرانيا بشدة بسبب الركود الاقتصادي في أواخر العقد الأول من القرن الحادي والعشرين، إذ توقع البنك الدولي تقلص اقتصاد أوكرانيا بنسبة 15% في عام 2009، مع ارتفاع معدل التضخم إلى 16.4%.
قُدر عجز الميزان لتجارة أوكرانيا الخارجية في السلع والخدمات خلال الفترة من يناير إلى سبتمبر 2009 بما يعادل 1.08 مليار دولار، ما يمثل انخفاضًا قدره 9.5 أضعاف من نفس الفترة من عام 2008، إذ انخفضت صادرات السلع خلال الفترة بنسبة 48.7% لتصل إلى 27.478 مليار دولار، في حين انخفضت الواردات بنسبة 53.5% لتصل إلى 31.570 مليار دولار، وانخفضت صادرات الخدمات بنسبة 23.2% لتصل إلى 6.841 مليار دولار، بينما انخفضت الواردات بنسبة 19.9% لتصل إلى 3.829 مليار دولار، (قُدرت قيمة عجز ميزان التجارة الخارجية الأوكرانية خلال الأشهر التسعة الأولى من عام 2008 بنحو 10.284 مليار دولار، ما يعادل 2.7 ضعف القيمة لنفس الفترة من عام 2007).
وفقًا لمركز التوظيف الحكومي في أوكرانيا، كان من المتوقع تضاعُف معدل البطالة ثلاث مرات لتصل إلى 9% في عام 2009 (التي كانت 3% في نهاية عام 2008)، ما يعني تقديم نحو ثلاثة ملايين شخص بطلبات للحصول على خدمات التوظيف. في سبتمبر 2009، بلغ المستوى الرسمي للبطالة 1.9%. شعر 95% من سكان أوكرانيا بتأثير الأزمة المالية، وفي يوليو 2009، قال 21% منهم «الأزمة لها تأثير كارثي علي وعلى عائلتي»، وانخفض هذا الرقم إلى 17% في أكتوبر2009. في أكتوبر 2009، انخفضت الأجور الفعلية في أوكرانيا مقارنة بالسنة السابقة بنسبة 10.9%، في حين ارتفعت في أكتوبر 2008 بنسبة 4.8% مقارنة بالعام السابق وفقًا لللجنة الحكومية للإحصاء في أوكرانيا. انخفض الدخل الحقيقي للأوكرانيين في عام 2009 بنسبة 8.5%، في حين ارتفع الدخل الاسمي بنسبة 6.2%. تقلص الاقتصاد الأوكراني بنسبة 15% في عام 2009. توقعت حكومة تيموشينكو الثانية نمو الناتج المحلي الإجمالي بنسبة 0.4% في عام 2009 وانخفاض التضخم إلى 9.5% (في عام 2009 أيضًا)، رغم أن الغالبية العظمى من خبراء الاقتصاد اعتبروا هذا التوقع تفاؤلًا مبالغًا فيه.
تعافى الاقتصاد الأوكراني في الربع الأول من عام 2010.

## أسباب الأزمة
قال المحللون أن سبب الأزمات يعود إلى تأرجح أسعار الصلب، والمشاكل المصرفية المحلية، وخفض إمدادات الغاز الروسي في يناير 2009. أدى هذا إلى الاستغناء عن العمال في صناعات رئيسية مثل صناعة المعادن وصنع الآلات، وبدأت الأجور الحقيقية في الهبوط لأول مرة منذ عقد من الزمان.
في عام 2008، انخفضت الهريفنا الأوكرانية بنسبة 38% مقابل الدولار الأمريكي، ولم تتفوق عليها إلا الكرونة الآيسلندية والروبية السيشلية. اضطر الأوكرانيون إلى شراء الدولار الأمريكي بالهريفنا الضعيفة (عملة أوكرانية)، إذ كانت العديد من القروض والرهون العقارية تُصدر بالدولار، رغم تقاضي الأوكرانيين أجورهم بالهريفنا، وعلى هذا كانوا يدفعون في القروض أكثر بكثير مما توقعوا. في الفترة من ديسمبر 2008 حتى منتصف مايو 2009، لم يُسمح للبنوك الأوكرانية بمنح طلبات السحب المبكر للودائع المصرفية. توقع المحللون الماليون انتعاش الهريفنا في سبتمبر 2009.
وفقًا لدافيد هيسلام من وكالة فيتش «يكمن أصل المشكلة في الإطار غير المتناسق لسياسة الاقتصاد الكلي في أوكرانيا، إذ تسعى السلطات إلى الدفاع عن سعر الصرف مع تجنب التشدد المالي الضروري في غياب مصادر كافية للتمويل غير النقدي»
في نوفمبر 2009، صرح وزير الاقتصاد الأوكراني بوهدان دانيلشين بأن «الصراعات الدائمة» و«عدم التفاهم» بين البنك الوطني الأوكراني ومجلس الوزراء، تعد من العوامل الرئيسية التي أدت إلى الهبوط العميق في الناتج المحلي الإجمالي لأوكرانيا عام 2009، وكما يرى أن الصراعات أثرت على كفاءة السياسات المناهضة للأزمة في أوكرانيا (ويصر أيضًا على ضرورة إشراك الحكومة في نشاط البنك الوطني الأوكراني).
ردًا على سؤال «من يتحمل المسؤولية الكبرى عن الوضع الاجتماعي الاقتصادي الصعب في أوكرانيا؟» في أغسطس وأكتوبر 2009، أجاب نحو نصف الأوكرانيين المستطلعين (47%) وعزوا المسؤولية للرئيس الأوكراني فيكتور يوشتشينكو، وألقى 22% اللوم على رئيس الوزراء في أوكرانيا يوليا تيموشينكو، بينما رأى 17% أن المجلس الأعلى الأوكراني مسؤول أيضًا عن عدم إحراز تقدم في حل المشاكل الاقتصادية.

## الأزمات في كل سنة

### 2008
ارتفعت حصة القروض المتعثرة في المحافظ المصرفية إلى 10.3% بحلول 11 ديسمبر 2008، واستمرت في الارتفاع. توقفت البنوك عن إصدار القروض، فسارع العملاء إلى سحب الودائع. في أكتوبر 2008، فرض البنك الوطني الأوكراني وقفًا اختياريًا على عمليات السحب قبل الموعد المحدد. انخفض الناتج الصناعي في نوفمبر 2008 بنسبة 28.6%، بعد تراجع 19.8% في أكتوبر 2008. انخفض إنتاج الصلب بنسبة 48.8%، وانخفض تكرير النفط والإنتاج الكيميائي بنسبة 35.2%، بينما انخفض صنع الآلات بنسبة 38.8%. تقلص الاقتصاد الأوكراني 14.4% مقارنة بالسنة السابقة في نوفمبر 2008. أظهرت البيانات الإحصائية أن نمو الناتج المحلي الإجمالي تباطأ إلى 3.6% في يناير -نوفمبر مقارنة بـ5.8% في يناير -أكتوبر. توقعت وزارة الاقتصاد الأوكرانية نمو الاقتصاد بنسبة 3.5% إلى 4.0% عام 2008. فقدت الهريفنا قيمتها أيضًا.
وفقاً لاستطلاع رأي أجراه معهد هورشين لمشاكل الإدارة (في 25 نوفمبر حتى 5 ديسمبر 2008)، فإن نحو 79% من المستطلعين عانوا من ارتفاع الأسعار، وعانى نحو 29% من التأخير في دفع الرواتب. عانى أكثر من 20% من انخفاض الرواتب. فقد شخص وظيفته في عائلات نحو 14.8% من الأشخاص، وقال نحو 6% أن مشروعهم أغلِق. وصف ما مجموعه 90.8% من المستطلعين حالتهم المالية بأنها «تغطي احتياجاتهم المعيشية»، وقال 83.1% أن ليس لديهم ما يكفي من المال للغذاء. قال 2% فقط من الأوكرانيين أنهم لم يتضرروا من الأزمة الاقتصادية على الإطلاق.
في منتصف ديسمبر 2008، خفض صندوق النقد الدولي توقعات الناتج المحلي الإجمالي الأوكراني في عام 2009 من معدل نمو 2.5% إلى انخفاض بنسبة 5%، وفي اليوم نفسه، زاد مجلس الوزراء توقعات نمو الناتج المحلي الإجمالي سوءًا، من 6% إلى 0.4% لعام 2009.
في نوفمبر 2008، وافق صندوق النقد الدولي على برنامج قروض احتياطي لأوكرانيا بقيمة 16.5 مليار دولار. كان من الممكن منح قرض ثان بقيمة 1.87 مليار دولار في فبراير 2009.
في نوفمبر 2008، ارتفع معدل البطالة الرسمي 0.4% ليصل إلى 2.3% (1.9% سابقًا في سبتمبر)، وقالت اللجنة الحكومية للإحصاء أنها سجلت 640,000 عاطل عن العمل في الأول من ديسمبر 2008.

### 2009
سجل النظام المصرفي في أوكرانيا خسائر بلغت سبعة مليارات هريفنا (909 مليون دولار أميركي) في الربع الأول من عام 2009 مقارنة بأرباح بلغت 2.1 مليار هريفنا في نفس الفترة من العام الماضي، وفقًا لتقرير صادر عن البنك المركزي في 22 إبريل 2009. في أبريل 2009، توقع صندوق النقد الدولي تقلصًا للاقتصاد الأوكراني بنسبة 8.0% في عام 2009، ونموًا بنسبة 1.0% في عام 2010. في منتصف أبريل 2009، ذكرت سيلا بازارباسيوجلو، رئيس بعثة صندوق النقد الدولي في أوكرانيا، أن هناك عددًا من العلامات المشجعة التي تشير إلى أن اقتصاد أوكرانيا بدأ بالتكيف مع الأزمة العالمية. طبقًا لأولينا بيلان، المحللة في شركة دراغون كابيتال، فإن «هذه إشارة جيدة للمستثمرين، إذ أظهرت أن أوكرانيا تتخذ تدابير مضادة للأزمة وأن الوضع الاقتصادي تحت السيطرة». انخفضت الاستثمارات الأجنبية المباشرة بنسبة 66% (لتصل إلى 2.7 مليار دولار) في النصف الأول من عام 2009.
في 18 مايو 2009، أفادت اللجنة الحكومية للإحصاء في أوكرانيا أن عجز التجارة الخارجية لأوكرانيا في الربع الأول من عام 2009 قُدر بقيمة 419.7 مليون دولار، ما يعادل انخفاضًا بمقدار تسع مرات عن نفس الفترة من العام السابق.
أصبحت الحكومة الأوكرانية المالك الفعلي لبنك أوكرهازبانك (84.21% بعد استثمار 3.2 مليار هريفنا) ، و بنك رودوفيد (99.97% بعد استثمار 2.809 مليار هريفنا)، وبنك كييف (99.93% بعد استثمار 3.563 مليار هريفنا) في أوائل يونيو 2009.
تقلص الناتج الصناعي في أوكرانيا في الفترة من يناير إلى أغسطس 2009 بنسبة 29.6% مقارنة بنفس الفترة من عام 2008. تباطأ أيضًا انخفاض الناتج الصناعي في أوكرانيا إلى 26.7% في يوليو 2009 مقارنة بيوليو 2008، مقارنة بانخفاض 27.5% في يونيو و31.8% في أبريل ومايو 2009 (مقارنة بعام 2008 أيضًا).
في 17 سبتمبر 2009، وافق البنك الدولي على قرض لأوكرانيا بقيمة 400 مليون دولار.
وفقًا لاستطلاع للرأي العام أجراه فوم أوكرانيا (مؤسسة رأي عام) في سبتمبر 2009، فإن 46.2% من المستطلعين اعتقدوا أن الوضع الاقتصادي للبلاد سوف يتفاقم سوءًا في غضون الأشهر القليلة المقبلة، واعتقد 35% أنه سيبقى دون تغيير، بينما رأى 8% أن الوضع سيتحسن.
في الأول من نوفمبر 2009، حذر صندوق النقد الدولي من أنه قادر على تقليل المساعدات المالية لأوكرانيا، إذ أعرب المدير الإداري لصندوق النقد الدولي دومينيك ستراوس كان عن «قلقه الشديد» إزاء القرار الذي اتخذه الرئيس فيكتور يوشتشينكو بالتوقيع على مشروع قانون يتضمن زيادة الأجور والمعاشات التقاعدية. اتهمت رئيسة الوزراء يوليا تيموشينكو، الرئيس يوشتشينكو ومرشح آخر للانتخابات الرئاسية الأوكرانية في عام 2010 بدعم هذه الزيادة في تخريب حكومتها وبالتالي إضعاف محاولتها الرئاسية.
في أواخر نوفمبر 2009، تنبأ نائب محافظ البنك الوطني الأوكراني بالنيابة، فاسيل باسيشنيك، بعدم وقوع حالات إفلاس جماعي في القطاع المصرفي الأوكراني.

### 2010
بلغ إجمالي الدين الخارجي لأوكرانيا (الحكومة والشركات) 93.5% من الناتج المحلي الإجمالي الأوكراني البالغ 912.563 مليار هريفنا في مارس 2010، وفي أواخر فبراير 2010، أفادت الوزارة المالية الأوكرانية أن إجمالي ديون الحكومة في البلاد بلغ 32.9% من الناتج المحلي الإجمالي بحلول أوائل عام 2010. في اليوم نفسه، قامت شركة ستاندرد آند بورز بتحديث تصنيف أوكرانيا.
في 18 مارس 2010، أعلن البنك الوطني الأوكراني أن إجمالي الدين الخارجي في أوكرانيا ارتفع بنسبة 2.3% ليصل إلى 103.973 مليار دولار في عام 2009، واعتبر نمو الناتج المحلي الإجمالي بنسبة 4% واقعيًا في عام 2010.
تعافى الاقتصاد الأوكراني في الربع الأول من عام 2010 بسبب النمو الأقوى من المتوقع في الاقتصاد العالمي، والذي كان موجَهًا في الأساس بآسيا وأميركا اللاتينية الناشئتين، والتحويلات الاجتماعية الأكبر للسكان المعتمدة في قانون ميزانية 2010، وسعر أقل للغاز الطبيعي المستورد (بسبب القاعدة البحرية الأوكرانية الروسية  لمعاهدة الغاز الطبيعي لعام 2010).